# نیاما

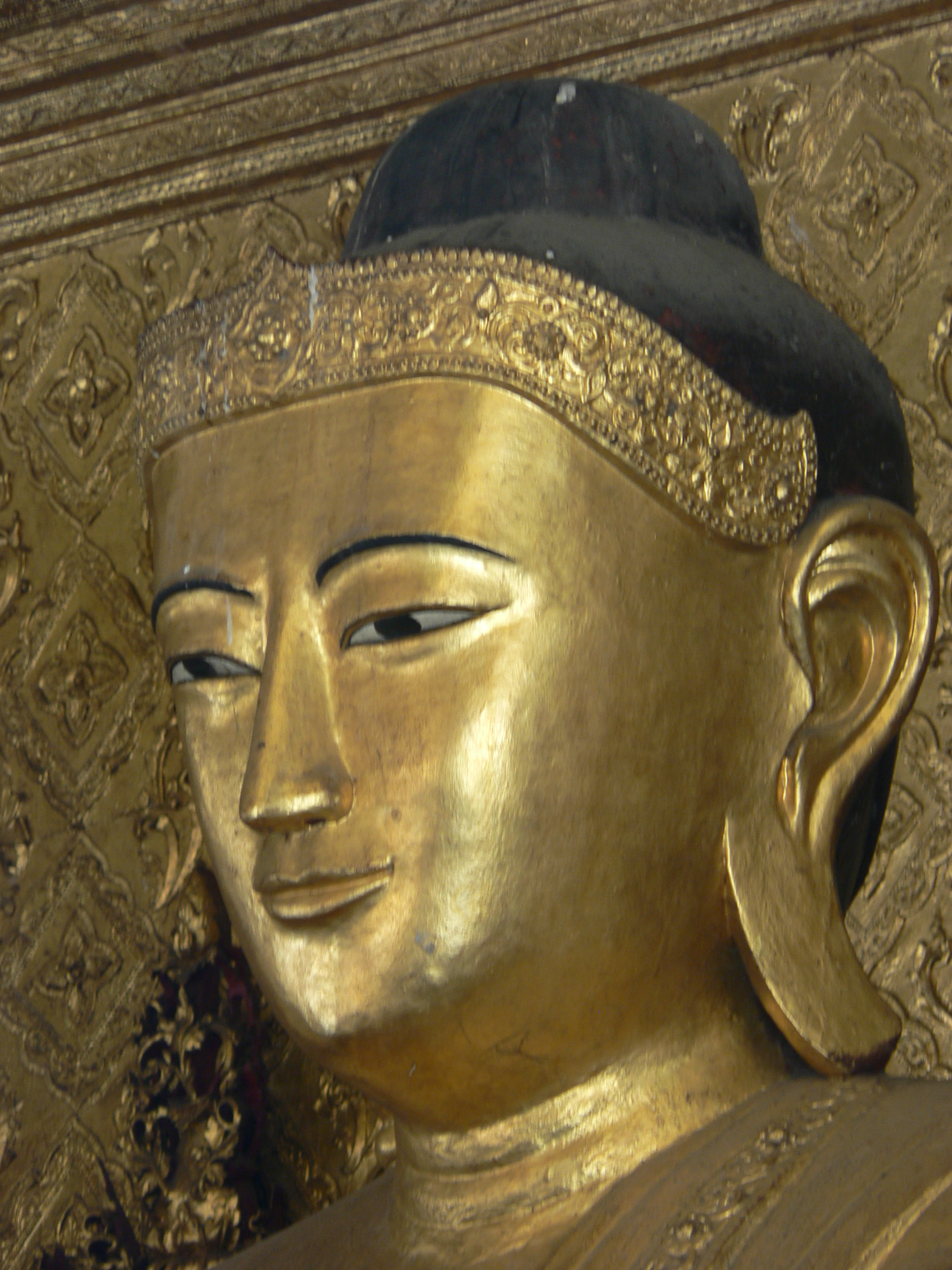
مجسمه لرد بودا، بتکده شوداگون، یانگون، میامار

نیاما (به انگلیسی: Niyama) دومین بخش از آشتانگا یوگای پاتنجلی است. یعنی داشتن نظم و انضباط در زندگی روزمره.

## اصول نیاما
پاکیزگی و طهارت
تسلیم و رضا
سالم و قوی نگهداشتن خود.
خودشناسی.
دل سپاری به خدای خود.

## نتیجه نیاما
ذهن انسان به آرامش می‌رسد و شخص اعمال خود و دیگران را بدون تعصّب و غرض اندیشه می‌کند.